# Gérard Houllier
Gérard Houllier (OBE) (født 3. september 1947 i Thérouanne, død 14. december 2020) var en fransk fodboldspiller og -træner.
Houllier trænede de franske topklubber RC Lens, Paris Saint-Germain og Olympique Lyon, samt engelske Liverpool F.C. Med Liverpool vandt han i 2001 hele fem titler, nemlig FA Cuppen, Liga Cuppen, UEFA Cuppen, Community Shield og UEFA Super Cuppen. Med både Paris SG og Lyon vandt han franske mesterskaber. Han var endvidere træner for Aston Villa i Premier League.
Houllier var desuden fra 1992 til 1993 træner for Frankrigs landshold. Jobbet blev dog en stor fiasko, idet det ikke lykkedes ham at kvalificere holdet til VM i 1994 i USA.

## Titler
Ligue 1
- 1986 med Paris SG
- 2006 og 2007 med Olympique Lyon

Fransk Super Cup
- 2005 og 2006 med Olympique Lyon

FA Cup
- 2001 med Liverpool

League Cup
- 2001 og 2003 med Liverpool

UEFA Cup
- 2001 med Liverpool

UEFA Super Cup
- 2001 med Liverpool

Community Shield
- 2001 med Liverpool